# Slacker Uprising
Slacker Uprising is een documentaire van de Amerikaanse schrijver en filmmaker Michael Moore. De inhoud werd gratis ter beschikking gesteld op het internet.